# Chovendo Estrelas (canção)
Chovendo estrelas é o título de uma canção gravada por Guilherme & Santiago em 2004 no álbum "Chovendo Estrelas". A canção é uma versão do sucesso "Lloviendo estrellas", do cantor mexicano Cristian Castro. Foi escrita originalmente pelos compositores Alejandro Montalban e Eduardo Reyes. A letra em português foi escrita pelo músico e compositor Piska. É um dos grandes sucessos de Guilherme & Santiago apesar de ter tido outra versão gravada por Chrystian e Ralf. Foi gravada novamente pela dupla em seus CDs e DVDs ao vivo e também está presente na maioria de seus shows.

## Desempenho nas paradas

### Posições
| País   | Parada (2004)  | Melhor posição |
| ------ | -------------- | -------------- |
| Brasil | Brasil Hot 100 | 20             |